# Noria de Ángeles
Noria de Ángeles är en kommun i Mexiko.   Den ligger i delstaten Zacatecas, i den centrala delen av landet, 400 km nordväst om huvudstaden Mexico City.
Följande samhällen finns i Noria de Ángeles:
- Rancho Nuevo de Morelos
- Colonia San Francisco
- General Lauro G. Caloca
- Colonia Madero
- San Antonio de la Mula
- Colonia Independencia
- Genaro Estación
- Colonia Francisco I. Madero
- Playas del Refugio
- Colonia Pozo Colorado
- De Guadalupe Granjas
- Real de Ángeles
- El Lucero
- Colonia Lázaro Cárdenas
- El Salvador